# QAD
QAD — американская компания-разработчик ERP-систем. По оценкам Forrester Research от 2007 года — 15-й по объёмам выручки поставщик ERP, особо отмечена взвешенная политика ценообразования и лицензирования.

## История
Летом 1979 года основатель и управляющий компании Deckers Outdoors Карл Лопкер решил автоматизировать операции на своем предприятии (производство обуви). Заняться этим вопросом он предложил старшему системному аналитику фирмы Comtek Research Памеле (своей будущей жене). Найти готовое решение оказалось непросто, Памела и Карл решили написать программу сами. Результат оказался настолько удачным, что и другие производственные организации могли бы заинтересоваться подобным программным обеспечением. С целью распространения этого информационного продукта и была создана компания QAD.
Сейчас программное обеспечение производства QAD используется примерно на 6 000 производственных предприятий, которые действуют в основном в шести отраслях промышленности: автомобилестроение, потребительские товары, пищевая промышленность, высокие технологии, промышленная продукция и бионауки.

## MFG/PRO
Основной продукт QAD — ERP-система MFG/PRO (c 2008 года называется QAD Enterprise Applications), позиционируется как решение для средних и крупных предприятий автомобильной, авиационной, электронной, электротехнической, химической, фармацевтической и пищевой промышленности. Среди бывших и действующих заказчиков системы такие компании, как Gemalto, Alcatel, General Electric, Ford Motor Company, Pepsi, Coca-Cola, Daewoo, Honda, Kraft Foods, Mars, Siemens, Volkswagen, Volvo, Yamaha Motor, Sanofi-Aventis.
Система поддерживает:
- полный логистический цикл производства (маркетинг, снабжение и поставки, обработка, сбыт);
- различные типы производств (процессное, дискретное от непрерывного серийного до штучного);
- несколько методов калькуляции себестоимости (позаказный, попроцессный и попередельный);
- работу территориально удалённых подразделений[уточнить];
- возможность интеграции с ERP-продуктами сторонних поставщиков.

Модули системы (по состоянию на 2010 год):
- Финансы (средства для ведения бухгалтерского учета, финансовой отчетности, средства оптимизации процессов финансового учёта);
- Клиенты (средства совместной работы[уточнить] и управления спросом и отношениями с заказчиками);
- Производство (современные методы планирования производства);
- Цепочка поставок (модули, которые рационализируют управление поставками и работу с поставщиками);
- Техническая поддержка и обслуживание (функции, необходимые для послепродажного обслуживания и технической поддержки продукции, например, обслуживание по гарантии, ремонты, управление возвратами);
- Активы предприятия (управление основными средствами);
- Аналитика (инструменты анализа данных для оценки эффективности и мониторинга ключевых показателей деятельности).

Система локализована на 27 языков (в том числе на русский).

## QAD CRM
CRM-модуль ERP-системы поставляется как отдельное CRM-решение — QAD CRM. Решение является развитием продукта QAD Sales and Marketing Automation, в котором была воплощена концепция трёхмодульной модели организации сбытовой деятельности предприятия:
- QAD Sales Force Automation — инструмент для автоматизации процесса продаж;
- QAD Remote Sales — модуль, который позволяет работать с системой удаленно;
- QAD Marketing Automation — решение, поддерживающее маркетинговую активность, связанную с клиентами.